# Джон де Бошан из Бедфорда
Джон де Бошан из Бедфорда (англ. John de Beauchamp of Bedford; после 1241 — 4 августа 1265) — английский землевладелец, феодальный барон Бедфорд и кастелян Бедфордского замка с 1262 года, сын Уильяма I де Бошана из Бедфорда от второго брака с Идой Лонгспе. Унаследовал владения благодаря ранней смерти старших братьев, не оставивших наследников. Во второй баронской войне оказался на стороне Симона де Монфора и погиб в битве при Ившеме. Наследников не оставил, поэтому род Бошанов из Бедфордов по мужской линии угас. Его владения были разделены между сёстрами Джона и их наследниками.

## Происхождение
Уильям происходил из рода Бошанов из Бедфордшира. Вероятно, что их родовое прозвание, Бошан (от фр. beau champ — «красивое поле»), произошло от названия владений предков в Нормандии. В латинских источниках представители Бошанов указывались с родовым прозванием «Белло-кампо» (de Bello campo) от латинского названия фамилии (лат. campus bellus). Джон Гораций Раунд предполагал, что Бошаны происходили из Кальвадоса.
Основателем рода был Гуго де Бошан, который перебрался в Англию после нормандского завоевания, получив обширные владения, в основном, в Бедфордшире, благодаря чему он стал феодальным бароном Бедфорда. Размер владений Гуго в Бедфордшире составлял около 160 гайд и он уже к 1086 году стал крупнейшим землевладельцем в графстве. Размер баронии составлял 45 рыцарских фьефов. Также под управлением Гуго оказался англосаксонский замок в Бедфорде, на месте которого позже была построена нормандская цитадель. Вероятно, что замок был ему пожалован Вильгельмом II Рыжим. Кроме того, Гуго де Бошан унаследовал должность шерифа.
Потомком Гуго был Уильям I де Бошан. Во время первой баронской войны он сражался на стороне мятежных баронов. В результате он в 1215 году лишился Бедфордского замка, а в 1217 году попал в плен в битве при Линкольне к регенту Англии Уильяму Маршалу. Но осенью того же года он был помилован и отпущен на свободу по условиям Ламбертского мира, а в 1224 году ему был возвращён и Бедфордский замок, хотя и с запретом возвращать разрушенные укрепления. Вторым браком женился на Иде Лонгспе, дочери Уильяма де Лонжеспе, 3-го графа Солсбери, породнившись с королевской семьёй, благодаря чему получал административные должности при королевском дворе. От двух браков у Уильяма родилось несколько сыновей и дочерей, одним из которых был Джон.

## Биография
Поскольку в момент смерти старшего брата Джон был несовершеннолетним, он родился после 1241 года. Его трое старших братьев умерли, не оставив сыновей, поэтому Джон в августе 1262 года после смерти Уильяма II унаследовал все владения Бошанов. В качестве опекуна ему был назначен Инграм де Фиенн. В 1262/1263 году он предъявил претензии на управление своими землями. 
Во время второй баронской войны Джон оказался на стороне Симона де Монфора. После битвы при Льюисе он, судя по всему, захватил земли некоего Джеффри ле Руса в Бедфордшире. В мае 1265 года Джон принёс оммаж за свои владения, но в августе погиб в битве при Ившеме. В этот момент он был достаточно молод; один из хронистов сетует на его раннюю смерть.
С гибелью Джона угас по мужской линии род Бошанов из Бедфорда. Его владения были конфискованы короной и переданы принцу Эдуарду (будущему королю Эдуарду I). Вскоре после этого умерла и племянница Джона, Джоан, дочь его старшего брата Симона III де Бошана.
Поскольку у Бошанов не осталось наследников по мужской линии, то после смерти Джоан претендентками на владения Бошанов стали 3 сестры её отца и их наследники. В итоге после разбирательств земли Бошанов были разделены следующим образом: треть получила старшая из сестёр, Матильда де Бошан, и её муж Роджер де Моубрей. Моубреям же досталось и управление Бедфордским замком. Вторая треть была разделена между Джоан, Идой и Элизабет Уэйк, дочерьми следующей по старшинству сестры, Элы де Бошан, родившихся в браке с Болдуином Уэйком. Последняя треть досталась младшей сестре, Беатрис де Бошан, которая была замужем за Томасом Фиц-Отто.